# 南沙停车场
南沙停车场，又名飞沙角停车场、广隆停车场，位于中国广东省广州市南沙区，是广州地铁4号线的车辆基地。停车场位于飞沙角站旁，与金洲站和广隆站接轨，近期最大停车能力为39部车。

## 历史
南沙停车场是4号线南延段的配套工程，于2013年开始前期施工。停车场土建工程于2015年3月开工，轨道工程于2016年9月24日开工。
2017年5月20日，南沙停车场开始接收首批列车。6月24日，停车场完成首次冷滑试验。7月11日，停车场完成“三权”移交。